# Pierre Vaultier
Pierre Vaultier (Brianzón, 24 de junio de 1987) es un deportista francés que compite en snowboard, especialista en la prueba de campo a través.
Participó en cuatro Juegos Olímpicos de Invierno, en la prueba de campo a través, obteniendo en total dos medallas de oro: en Sochi 2014 y en Pyeongchang 2018, el noveno lugar en Vancouver 2010 y el 35.º en Turín 2006.
Ganó una medalla de oro en el Campeonato Mundial de Snowboard de 2017 en el campo a través.

## Medallero internacional
| Juegos Olímpicos   | Juegos Olímpicos            | Juegos Olímpicos | Juegos Olímpicos |
| Año                | Lugar                       | Medalla          | Prueba           |
| ------------------ | --------------------------- | ---------------- | ---------------- |
| 2014               | Sochi (Rusia)               | Medalla de oro   | Campo a través   |
| 2018               | Pyeongchang (Corea del Sur) | Medalla de oro   | Campo a través   |
| Campeonato Mundial |                             |                  |                  |
| Año                | Lugar                       | Medalla          | Prueba           |
| 2017               | Sierra Nevada (España)      | Medalla de oro   | Campo a través   |